# Wagner Moura
Wagner Maniçoba de Moura (Salvador, 27 de junho de 1976) é um ator, diretor, roteirista, produtor e músico brasileiro. Reconhecido por suas atuações em filmes e séries nacionais e internacionais, é um dos atores brasileiros mais conhecidos fora do país.
Começou fazendo teatro em Salvador, onde trabalhou com diretores como Fernando Guerreiro, e logo teve algumas participações em filmes. Em 2003, estrelou em Deus é Brasileiro e O Caminho das Nuvens, além de ter tido papel de destaque em Carandiru, o que o propulsionou para o cenário principal do cinema brasileiro. Seguiu estrelando em longas-metragens nacionais, incluindo os sucessos de bilheteria Tropa de Elite e Tropa de Elite 2: O Inimigo Agora É Outro, com o personagem Capitão Nascimento. Em 2007, foi o antagonista da novela Paraíso Tropical, sendo elogiado por sua atuação tanto pelo público quanto pela crítica.
Em 2013, integrou o elenco do longa-metragem de ficção científica estadunidense Elysium, contracenando com Matt Damon e Jodie Foster. O filme marcou sua estreia internacional; por seu trabalho, recebeu elogios dos críticos. Em 2015, passou a estrelar na série Narcos, interpretando o narcotraficante Pablo Escobar, papel pelo qual foi indicado a diversos prêmios, incluindo o Globo de Ouro. Em 2025, tornou-se o primeiro ator sul-americano a ganhar o prêmio de Melhor Ator do Festival de Cannes por sua atuação em O Agente Secreto.
Com carreira internacional consolidada, é parte do movimento que busca representatividade positiva para latinos em Hollywood e fuga dos estereótipos, e assim trabalha como ator e produtor fora do Brasil.

## Biografia
Nasceu em Salvador, mas foi criado em Rodelas, a 540 km da capital. Essa época de sua vida foi fundamental, e Wagner teve uma infância muito ligada à natureza, ao local onde cresceu. Como José Moura, seu pai, era militar, a família, constituída ainda da mãe, Alderiva, e da irmã mais nova, Lediane, habituou-se a mudar de cidade e até mesmo de estado, indo para o Rio de Janeiro certa vez. Sua relação com o teatro se deu graças a uma colega de escola que fazia teatro. Wagner quis seguir o mesmo caminho para tentar achar uma turma que se encaixasse.[carece de fontes?]
Nesta época da adolescência, conheceu Vladimir Brichta, com quem trabalhou um inúmeras peças e Lazaro Ramos, que contou que Wagner era uma figura "esquisita" e que os dois ficaram amigos após Moura visitar seu camarim pós apresentação pedir, quando tinham 16 anos. Ramos relatou também que o amigo foi grande incentivador de sua carreira e o convenceu a participar das temporadas da peça A Maquina fora da Bahia quando estava relutante em sair do estado. O ator acabou indo e chegando no Rio de Janeiro para as apresentações, fez testes para 8 filmes e passou em todos, o que deu inicio na sua carreira no cinema.
Tem três filhos: Bem, Salvador e José, com a jornalista e fotógrafa Sandra Delgado. Wagner e Sandra se conheceram na Universidade mas só começaram a se relacionar depois de formados, durante o Carnaval em Salvador. Na época, ele estava de mudança para o Rio de Janeiro e a convidou para ir junto. Ela aceitou, apesar de namoro muito recente. Os dois nunca se casaram formalmente. A família tem residências em Salvador, Los Angeles e Rio de Janeiro, porém o ator afirma que moram onde trabalham, tendo passado temporada na Colômbia e grande parte do tempo em Los Angeles, e que considera a Bahia como sua casa.
É padrinho de João, filho de Taís Araújo e Lázaro, que por sua vez é padrinho de seu filho Bem Moura. Também é padrinho de casamento de Vladimir e Adriana Esteves. Torce para o Esporte Clube Vitória e é membro do Movimento Humanos Direitos.
Wagner Moura é praticante de jiu-jítsu; atualmente é faixa marrom, concedida por Rigan Machado.

## Carreira

### 1996–2005: Inicio da carreira
Iniciou no teatro em 1996 no Colégio Mendel, no grupo formado pela professora Cristina Rodrigues, chamado Grupo Pasmem. Na Casa Via Magia passaria a estabelecer maior relação com a carreira que não tinha pretensão de seguir na época. Interessava-se por jornalismo e se formou na profissão na Universidade Federal da Bahia. No inicio dos anos 2000 foi repórter do Michelle Marie Entrevista, programa de entrevistas da TV Bahia – afiliada da Rede Globo – no mesmo estilo do Programa Amaury Jr.. Wagner cobria festas da alta sociedade e conversava com empresários e celebridades.
O êxito na carreira de ator surgiu quando seguiu com a peça A Máquina para o Rio de Janeiro junto com Lázaro Ramos e Vladimir Brichta, em uma temporada de grande sucesso. No cinema, começou com os curtas Pop Killer, de Victor Mascarenhas, e Rádio Gogó, de José Araripe Jr. Seu primeiro longa foi Sabor da Paixão (Woman on Top), da venezuelana Fina Torres, no qual fazia uma pequena participação com Lázaro, ao qual ajudou com os testes em inglês, já que Ramos não dominava a língua.
Com a retomada do cinema brasileiro a abertura para novos atores, conseguiu papel em várias produções, tais como Abril Despedaçado, de Walter Salles; As Três Marias, de Aluizio Abranches; Deus é Brasileiro, de Cacá Diegues - papel que deveria ser de Selton Mello, que não pôde aceitar. Wagner mandou um email para o colega agradecendo o papel; Nina, de Heitor Dhalia; O Homem do Ano, de José Henrique Fonseca; O Caminho das Nuvens, de Vicente Amorim. Em Recife, filmava Deus é Brasileiro e lia o livro Estação Carandiru de Dráuzio Varella, quando ficou sabendo dos testes para o filme Carandiru. Por estar ocupado com as gravações e impossibilitado de aparecer nas audições presenciais em outro estado, pediu para o encarregado do making of lhe ajudar a gravar uma fita que seria enviada para a produção, a qual ficou muito escura, e só possibilitava ouvir o ator lendo trechos do livro. Tempos depois Hector Babenco o chamaria para um encontro em São Paulo pois ficou curioso em conhecer o dono da voz, o ator acabou integrando o elenco como o presidiário, traficante e viciado em drogas Zico.
Partiu para a televisão a convite de Antônio Fagundes que o chamou para a retomada do seriado Carga Pesada e fez Pedrinho, o filho de Bino (Stênio Garcia). Em seguida veio o seriado Sexo Frágil, peça que após virar quadro do Fantástico seguia a trilha para substituir Os Normais nas noites de sexta-feira. Com cerca de vinte episódios, dirigido por João Falcão, criado por Luís Fernando Veríssimo e adaptado por Guel Arraes, teve apenas a primeira temporada lançada em DVD.
A peça Dilúvio em Tempos de Seca ficou em cartaz no Rio de Janeiro, São Paulo e terminou sua temporada no Festival de Teatro de Curitiba no Teatro Guaíra para um público de mais de quatro mil pessoas nos dois dias em que se apresentou. Com texto de Marcelo Pedreira e direção de Aderbal Freire Filho, tinha Wagner como um escritor que utilizava uma modelo decadente, a atriz Giulia Gam, como musa inspiradora para um livro de amor, porém o casal entre tentativas de entendimento tinha ainda a presença da solidão. Com o término do trabalho, o ator se voltaria para a televisão e o cinema.
Estreou em telenovelas no horário das sete com A Lua me Disse de Miguel Falabella, protagonizando o galã Gustavo, ao lado da vilã interpretado pela atriz Natália Lage de realidade contrastante com os demais personagens por ele interpretados até aí. Emendou em seguida à novela a minissérie JK, em que fazia o personagem-título quando jovem.
Na televisão como no cinema fez várias participações, tendo estado em episódio de A Grande Família, do quadro "Fazendo História", do programa Cena Aberta na adaptação do livro de Clarice Lispector, A Hora da Estrela, no especial de final de ano Programa Novo e no quadro "Sitcom.br".

### 2007–2012: Tropa de Elite, Paraíso Tropical, Hamlet e Música

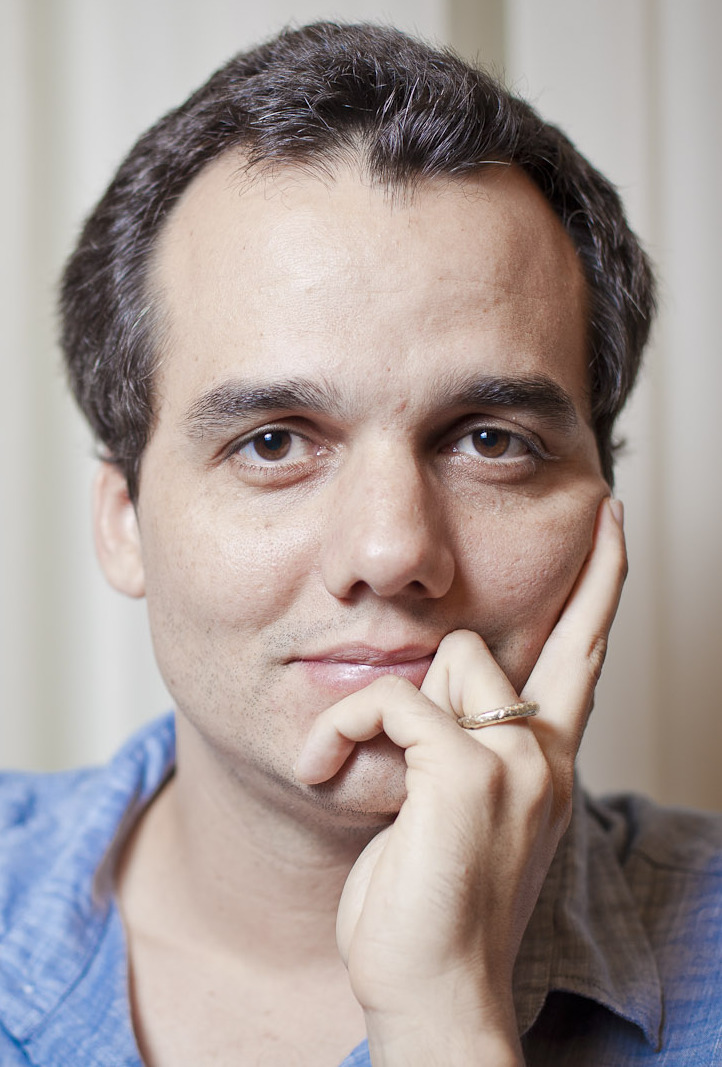
Moura em 2013

Em 2007, foi escalado para interpretar o empresário Olavo Novaes, vilão da novela das oito Paraíso Tropical, de Gilberto Braga e Ricardo Linhares. Braga pensou inicialmente em ter Selton Mello, que recusou por questões de agenda, e Dennis Carvalho, que havia trabalhado com Moura em JK, o indicou para o papel. Olavo e a prostituta Bebel de Camila Pitanga, tornaram-se os grandes destaques do folhetim. Foi ideia da dupla de atores intensificar a relação de afeto entre dois personagens, pois parecia interessante para a trama. O resultado foi um apelo popular para os vilões se tornassem um casal e terem mais tempo de tela juntos, o que aconteceu apesar da sinopse original prever que o encontro deles seria momentâneo e se daria em apenas uma parte da trama.
Na mesma época, o filme Tropa de Elite, no qual atua como o policial do BOPE, Capitão Nascimento, começa a ser amplamente repercutido. "Tropa" inicialmente teria o aspirante Mathias como protagonista do filme, porém durante edição foi percebido que mostrar o ponto de vista de Nascimento daria o tom e energia que a produção buscava. A partir disso a sinopse foi alterada, a produção foi remontada e Wagner precisou gravar a narração às pressas. O filme bateu recordes de bilheteria, foi premiado no Brasil e na Europa e gerou controvérsias e debates sobre a pirataria, abordagem policial e violência urbana.
Com os dois trabalhos, tornou-se popular nos quatro cantos do país, reconhecido imensamente por público e crítica como um dos grandes nomes da sua geração de atores e escolhido pela Vogue o "Homem do Ano" em 2007.
Estreou em 21 de junho de 2008 no Teatro FAAP a peça Hamlet, de William Shakespeare, que nas palavras do ator, era um sonho antigo. Tendo comprado uma tradução muito ruim numa feira de livros na adolescência, teria ficado encantado com a história, que não imaginava poder ser montada por sua grandeza. Depois de muito tempo sem pisar nos palcos, procurando o meio de retomar sua relação com o teatro convenceu-se de que Hamlet, enquanto peça, tinha sido escrita para ser feita, daí resolveu atuar e produzir, juntamente com o amigo Sérgio Martins, a mesma com elenco composto pelos atores Tonico Pereira, Felipe Koury, Caio Junqueira, Fábio Lago, os quais conheceu durante as filmagens de Tropa de Elite, Carla Ribas, Cláudio Mendes, Georgiana Góes, uma de suas primeiras amigas quando veio ao firmar-se no Rio e por quem tem grande admiração, Gillray Coutinho, e Marcelo Flores, dirigida por Aderbal Freire-Filho. Claudio Mendes foi depois substituído por Candido Damm. O processo teatral gravado por sua mulher, Sandra, para a formulação do documentário Além Hamlet, teve alguns minutos exibidos no canal Multishow.
Está em mais três curtas: Desejo, Ópera do Mallandro e Blackout, premiado no Festival de Gramado; nos filmes Ó Paí Ó, Saneamento Básico, o Filme, A Máquina e Romance que teve o lançamento adiado várias vezes, tendo enfim estreado no Festival do Rio.
O Destino de Miguel, dublagem do filme Shakespeare Apaixonado, começou como uma brincadeira entre amigos e acabou ganhando notoriedade tendo se popularizado na internet, o que ocasionou uma segunda versão, O Retorno de Miguel.
A retomada da banda que tinha em 1992, Sua Mãe, deu-se em 2008, se apresentando no programa da televisão a cabo Circo do Edgard e no Altas Horas, com a gravação do CD demo The Very Best of the Greatest Hits of Sua Mãe – demo vol. 1, uma página no MySpace, e alguns shows. Ao lado de Gabriel (arranjos, guitarra e vocal), Leco (bateria), Serjão Brito (baixo), Ede Marcus (guitarra base e vocal), Tangre Paranhos (teclados e vocal) e Claudinho David (violão, ritmo e vocal), todos amigos de longa data e conhecidos dos tempos de faculdade, Wagner é o vocalista. A banda estreou em 2009 um site no Portal MTV e em maio de 2010 lançou o primeiro CD da banda, utilizando-se do mês do dia das mães para relacionar o mesmo, na tentativa de atingir maior vendagem.
Em maio de 2008, Wagner Moura publicou uma carta aberta mostrando indignação com o programa Pânico na TV.
Em 2009, Selton Mello lhe ofereceu o papel principal no longa O Palhaço, porém Wagner não pôde aceitar por questões de agenda. Foram lhe oferecidos também dois papeis na novela Insensato Coração, mas as propostas foram recusadas.
Em 2010 volta ao cinema como Nascimento, na continuação de Tropa de Elite 2: O Inimigo Agora É Outro. Tropa 2 repetiu o sucesso da primeira versão e por dez anos manteve o título de maior bilheteria da história do país.

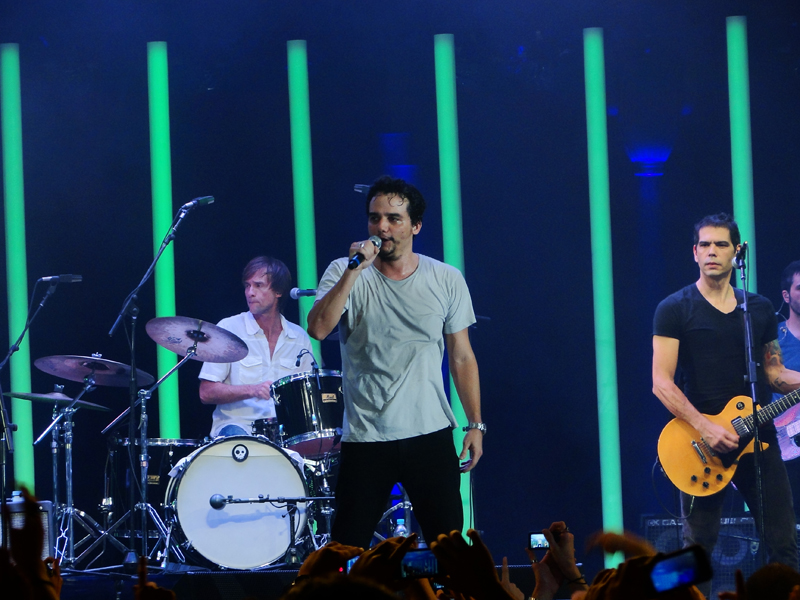
Integrantes vivos da banda Legião Urbana tocando um show tributo ao grupo em 2012 com Wagner como vocalista. Da esquerda para a direita: Marcelo Bonfá, Wagner e Dado Villa-Lobos. À direita deles e parcialmente cortado da foto está o baixista de apoio Rodrigo Favaro

Em 2012, foi o vocalista convidado para o "MTV ao vivo Tributo à Legião Urbana" realizado no Espaço das Américas (SP) e transmitido ao vivo pela própria MTV. Wagner Moura não escondia a satisfação, pois o mesmo afirmou em várias entrevistas ser grande fã da banda.
Em 2011 foi homenageado no Prêmio Braskem de Teatro, e em 2013 no Festival de Gramado.
Em 2013 foi eleito o Homem do Ano pela revista GQ, na categoria cinema.

### 2013–presente: Carreira internacional e Marighella
O filme Elysium marcou sua estreia em Hollywood ao lado de Matt Damon, Jodie Foster e Alice Braga. O filme de ficção científica foi orçado em 115 milhões de dólares. Na pele de Spider, ele dá uma missão a um antigo colega Max, que para tentar se curar de um acidente de trabalho, acaba aceitando e entra em uma batalha para mudar o destino da humanidade.
Em 2014 estrela Praia do Futuro de Karim Aïnouz, como um salva vidas recifense que vai para a Alemanha após se apaixonar por um turista. O filme recebeu reações homofóbicas de parte do público e alguns cinemas por retratar o romance entre dois homens, que incluía cenas de nudez. No mesmo ano foi lançado Rio, Eu Te Amo, em que Wagner interpreta um paraquedista que desabafa com o Cristo Redentor no curta de José Padilha.
Como diretor, trabalhou no videoclipe da canção "Te Amo" do álbum Bicicletas, Bolos e Outras Alegrias, da cantora Vanessa da Mata.
Em abril de 2015, Wagner foi confirmado para interpretar um dos "sete homens" do filme Sete Homens e um Destino, refilmagem do clássico de faroeste de 1960 ao lado de nomes como Denzel Washington, Chris Pratt, Ethan Hawke, Vincent D'Onofrio, Haley Bennett e Luke Grimes, com previsão de estreia em 2017, mas teve de declinar do convite devido ás filmagens da série Narcos, da qual era protagonista. Pelo mesmo motivo, não pode protagonizar o longa brasileiro Bingo: O Rei das Manhãs, e indicou Vladimir Brichta para o papel.
Em agosto do mesmo ano, Narcos estreou na Netflix, com Wagner interpretando o traficante de drogas colombiano Pablo Escobar. A atuação foi elogiada pela crítica americana, e lhe rendeu uma indicação ao Globo de Ouro 2016. No geral, a série foi muito bem aceita por público e especialistas, apesar de críticas ao sotaque espanhol do ator como o ponto negativo.
Em 2018 foi anunciado na nova produção de Brian De Palma, porém o projeto foi pausado devido à Pandemia de COVID-19. Em setembro de 2019, lançou o filme Wasp Network, também da Netflix e dirigido por Olivier Assayas, dentro de competição do Festival de Cinema de Veneza.
Em 2020, assinou com a WME, agência norte-americana de entretenimento, considerada uma das "big four" do mercado global e integrou o júri oficial do Festival Sundance de Cinema, votando na categoria de ficção internacional. Ainda em Sundance lançou o drama da Netflix Sergio, sobre o diplomata brasileiro Sérgio Vieira de Mello, no qual é protagonista e produtor.
Em 2021, passou a integrar a Academia de Artes e Ciências Cinematográficas de Hollywood, passando assim a ter direito a voto no Óscar.
Em novembro do mesmo ano, foi disponibilizada a terceira temporada de Narcos Mexico, na qual atua como diretor de dois episódios. No mesmo período, conseguiu lançar seu primeiro filme como diretor, Marighella, nos cinemas brasileiros. Marighella teve estreia oficial em 2019 no Festival Internacional de Cinema de Berlim dentro da mostra oficial fora da competição, e recebeu boas críticas. No Grande Prêmio do Cinema Brasileiro 2022 foi campeão de indicações e premiação, saindo com oito prêmios Grande Otelo incluindo Melhor Filme, Melhor Primeira Direção e Melhor Roteiro Adaptado.

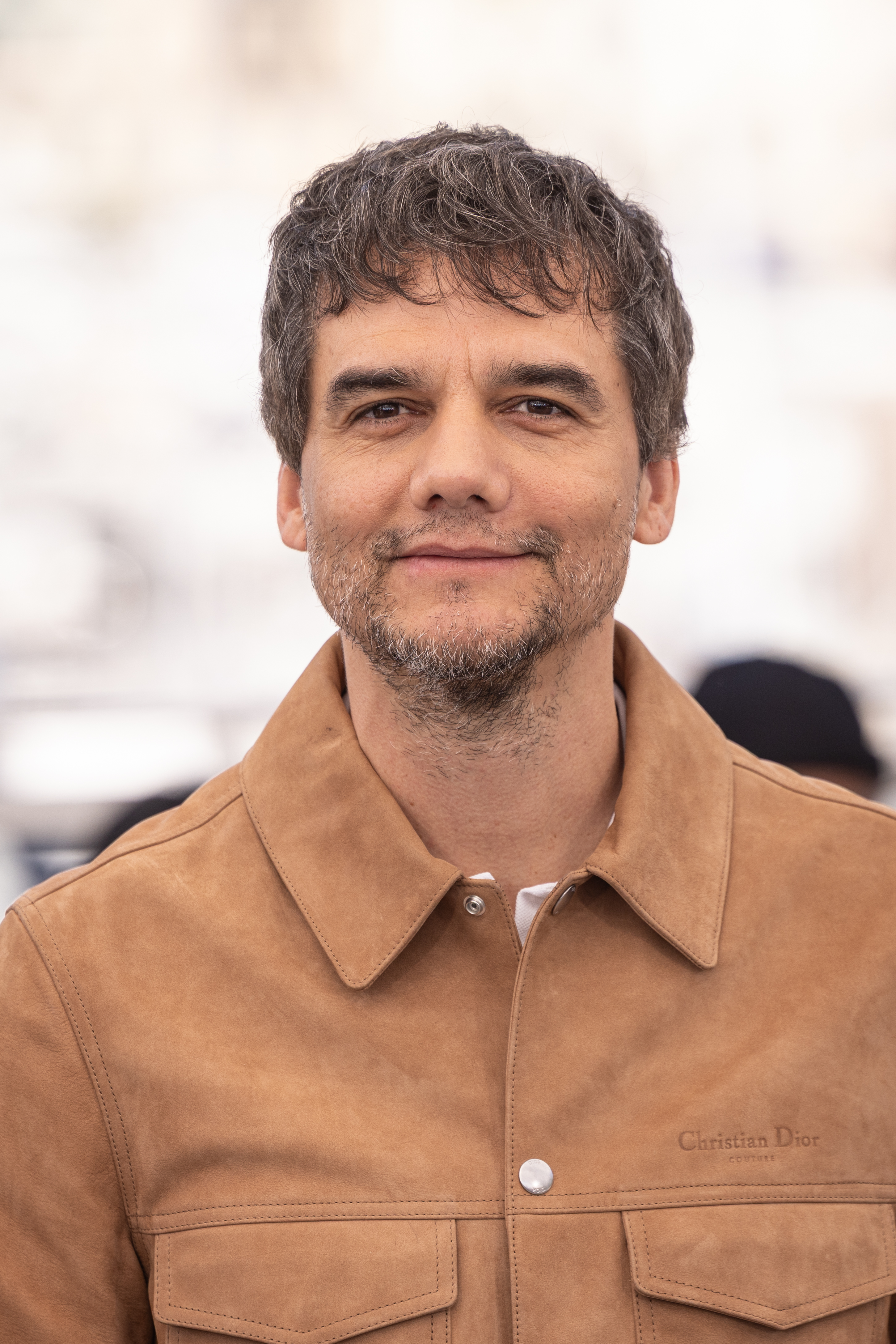
Moura em 2025 no Festival de Cannes.

Durante entrevistas de promoção do filme, anunciou que assinou contrato com a Disney para produzir uma série sobre Maria Bonita, e estará nas próximas produções da Kleber Mendonça Filho e Karim Ainouz. além disso, estará na animação Arca de Noé de Sergio Machado e Walter Salles, inspirada em Tom Jobim e Vinicius de Moraes.
Em 2022, protagonizou a série Shining Girls com Elisabeth Moss, no papel do jornalista Dan Velásquez, entrou para o elenco de Civil War, filme do diretor e roteirista indicado ao Oscar Alex Garland com produção da A24, Gato de Botas, com Antonio Banderas, Salma Hayek, Olivia Colman e Florence Pugh, dando voz ao Lobo Mau. Estrelou, ao lado de Ryan Gosling, Chris Evans, Ana de Armas, Regé-Jean Page, Billy Bob Thornton e grande elenco no longa The Gray Man, considerado o mais caro da história da Netflix, como o excêntrico Laszlo Sosa. No papel, Moura emagreceu vinte quilos e foi elogiado pelos Irmãos Russo, que o chamaram de "um ator incrível, um dos mais talentosos do mundo".
Teria sido cotado pela Globo para o elenco da novela Mar do Sertão, mas a ideia não avançou. Wagner declarou em entrevista recente que não deve voltar a fazer novelas.
Em 2025, o ator Wagner Moura protagonizou o filme O Agente Secreto, dirigido por Kleber Mendonça Filho. Ambientado no Recife durante a década de 1970, o longa conta a história de Marcelo, um especialista em tecnologia que retorna à sua cidade natal em busca de paz, mas acaba confrontado por segredos do passado e pela repressão do regime militar. O filme estreou mundialmente no Festival de Cannes, onde foi selecionado para disputar a Palma de Ouro, marcando mais um importante momento do cinema brasileiro no cenário internacional. O longa rendeu-lhe Prêmio de interpretação masculina no Festival de Cannes de 2025, tornando-o efetivamente o primeiro brasileiro a receber o prêmio de Melhor Ator no festival.

## Filmografia

### Cinema
| Ano  | Título                                    | Personagem                               | Notas                                        |
| ---- | ----------------------------------------- | ---------------------------------------- | -------------------------------------------- |
| 1998 | Pop Killer                                | —                                        | Curta-metragem                               |
| 1999 | Rádio Gogó                                | Replay                                   | Curta-metragem                               |
| 2000 | Sabor da Paixão                           | Rafi                                     |                                              |
| 2001 | Abril Despedaçado                         | Matheus                                  |                                              |
| 2002 | As Três Marias                            | Jesuíno Cruz                             |                                              |
| 2003 | O Caminho das Nuvens                      | Romão                                    |                                              |
| 2003 | O Homem do Ano                            | Suel                                     |                                              |
| 2003 | Carandiru                                 | Zico                                     |                                              |
| 2003 | Deus É Brasileiro                         | Edvaltécio Barbosa da Anunciação (Taoca) |                                              |
| 2004 | Nina                                      | Cego                                     |                                              |
| 2005 | Cidade Baixa                              | Naldinho                                 |                                              |
| 2005 | Desejo                                    | Atanásio José                            | Curta-metragem                               |
| 2006 | A Máquina                                 | Apresentador de TV                       |                                              |
| 2007 | Tropa de Elite                            | Capitão Nascimento                       |                                              |
| 2007 | Saneamento Básico, o Filme                | Joaquim                                  |                                              |
| 2007 | Ó Paí, Ó                                  | Boca                                     |                                              |
| 2007 | Ópera do Mallandro                        | Professor                                | Curta-metragem                               |
| 2008 | Blackout                                  | Marcelo                                  | Curta-metragem                               |
| 2008 | Romance                                   | Pedro                                    |                                              |
| 2009 | Mataram Irmã Dorothy                      | Narrador                                 | Documentário                                 |
| 2010 | Tropa de Elite 2: O Inimigo Agora É Outro | Coronel Nascimento                       |                                              |
| 2010 | VIPs                                      | Marcelo Nascimento da Rocha              |                                              |
| 2011 | O Homem do Futuro                         | Cientista Zero                           |                                              |
| 2013 | A Busca                                   | Theo Gadelha                             |                                              |
| 2013 | Serra Pelada                              | Lindo Rico                               | também produtor                              |
| 2013 | Elysium                                   | Spider                                   |                                              |
| 2014 | Praia do Futuro                           | Donato                                   |                                              |
| 2014 | Trash - A Esperança Vem do Lixo           | José Angelo                              |                                              |
| 2017 | Vidas Cinzas                              | Wagner Moura                             | Curta-metragem                               |
| 2019 | Wasp Network - Rede de Espiões            | Juan Pablo Roque                         |                                              |
| 2020 | Sergio                                    | Sérgio Vieira de Mello                   | também produtor                              |
| 2020 | Os 8 Magníficos                           | Ele mesmo                                |                                              |
| 2021 | Marighella                                | —                                        | Direção, roteiro e produção                  |
| 2021 | Meu Tio José                              | José (voz)                               | Dublagem                                     |
| 2022 | Medida Provisória                         | —                                        | Creditado apenas em agradecimentos especiais |
| 2022 | Agente Oculto                             | Laszlo Sosa                              |                                              |
| 2022 | Gato de Botas 2: O Último Pedido          | Morte                                    | Voz original (Inglês)                        |
| 2024 | Guerra Civil                              | Joel                                     |                                              |
| 2025 | O Agente Secreto                          | Marcelo                                  |                                              |

### Televisão
| Ano       | Título                    | Personagem / Cargo     | Nota                             |
| --------- | ------------------------- | ---------------------- | -------------------------------- |
| 2000–2002 | Michelle Marie Entrevista | Repórter               |                                  |
| 2002      | A Grande Família          | Chicão                 | Episódio: "Os Safados"           |
| 2003      | Fazendo História          | Aldieres               | Episódio: "Flopicola"            |
| 2003      | Cena Aberta               | Olímpico de Jesus      | Episódio: "A Hora da Estrela"    |
| 2003      | Carga Pesada              | Pedro Alves (Pedrinho) | Episódio: "Carga Perecível"      |
| 2003      | O Homem Objeto            | Vários personagens     |                                  |
| 2003–2004 | Sexo Frágil               | Edu / Magali           |                                  |
| 2004      | Programa Novo             | Magali                 |                                  |
| 2005      | A Lua Me Disse            | Gustavo Bogari         |                                  |
| 2006      | JK                        | Juscelino Kubitschek   |                                  |
| 2006      | Sitcom.br                 | Fernando               | Episódio: "Pingos nos I's"       |
| 2007      | Paraíso Tropical          | Olavo Novaes           |                                  |
| 2013      | A Menina sem Qualidades   | Caio Vargas            | Episódio: "30 de maio"           |
| 2015–2017 | Narcos                    | Pablo Escobar          |                                  |
| 2018      | Narcos: México            | Pablo Escobar          | Episódio: "A Conexão Colombiana" |
| 2022      | Shining Girls             | Dan Velazquez          |                                  |
| 2024      | Sr. e Sra. Smith          | John Smith             |                                  |
| 2025      | Dope Thief                | Manny                  |                                  |

## Teatro
| Ano  | Título           | Papel   |
| ---- | ---------------- | ------- |
| 1996 | A Casa de Eros   |         |
| 1996 | Cuida bem de mim |         |
| 1997 | Abismo de rosas  |         |
| 2000 | A Máquina        | Antônio |
| 2002 | Os Solitários    |         |
| 2005 | O que diz Molero |         |
| 2008 | Hamlet           | Hamlet  |

## Prêmios e indicações
| Ano  | Premiação                                         | Categoria                                                     | Indicação                                 | Resultado | Ref.            |
| ---- | ------------------------------------------------- | ------------------------------------------------------------- | ----------------------------------------- | --------- | --------------- |
| 1997 | Prêmio Braskem de Teatro                          | Troféu Revelação                                              | Abismo de rosas                           | Venceu    | [ 96 ]          |
| 2002 | Cine Ceará                                        | Melhor Ator                                                   | As Três Marias                            | Venceu    | [ 97 ]          |
| 2003 | Prêmio Arte Qualidade Brasil – SP                 | Melhor Ator                                                   | O Caminho das Nuvens                      | Indicado  |                 |
| 2003 | Prêmio Arte Qualidade Brasil – RJ                 | Melhor Ator                                                   | O Caminho das Nuvens                      | Indicado  |                 |
| 2004 | Festival Internacional de Cinema de Cartagena     | Melhor Ator                                                   | O Caminho das Nuvens                      | Venceu    | [ 98 ]          |
| 2004 | Festival Internacional de Cinema de Cartagena     | Melhor Ator Coadjuvante (com todo elenco de atores)           | Carandiru                                 | Venceu    | [ 98 ] [ 99 ]   |
| 2004 | Troféu APCA                                       | Melhor Ator em Cinema                                         | Deus É Brasileiro                         | Venceu    | [ 100 ] [ 101 ] |
| 2004 | Prêmio ACIE de Cinema                             | Melhor Ator                                                   | Deus É Brasileiro                         | Indicado  |                 |
| 2004 | Prêmio Guarani de Cinema Brasileiro               | Melhor Ator                                                   | Deus É Brasileiro                         | Indicado  |                 |
| 2004 | Prêmio Guarani de Cinema Brasileiro               | Melhor Revelação do Ano                                       | Deus É Brasileiro                         | Venceu    |                 |
| 2005 | Festival de Cinema Latino-americano de Huelva     | Melhor Ator                                                   | Cidade Baixa                              | Venceu    | [ 103 ] [ 104 ] |
| 2005 | Prêmio Arte Qualidade Brasil – SP                 | Melhor Ator de Televisão                                      | A Lua me Disse                            | Indicado  |                 |
| 2005 | Prêmio Arte Qualidade Brasil – RJ                 | Melhor Ator de Televisão                                      | A Lua me Disse                            | Indicado  |                 |
| 2005 | Prêmio Extra de Televisão                         | Melhor Revelação da TV                                        | A Lua me Disse                            | Indicado  |                 |
| 2006 | Prêmio Contigo! de TV                             | Melhor Ator de Novela                                         | A Lua me Disse                            | Indicado  |                 |
| 2006 | Prêmio Arte Qualidade Brasil                      | Melhor Ator em Filme                                          | A Máquina                                 | Indicado  |                 |
| 2006 | Prêmio Arte Qualidade Brasil                      | Melhor Ator de Minissérie ou Telefilme                        | JK                                        | Indicado  |                 |
| 2006 | Prêmio Contigo! de Cinema Nacional                | Melhor Ator                                                   | Cidade Baixa                              | Indicado  | [ 105 ] [ 106 ] |
| 2006 | Prêmio Guarani de Cinema Brasileiro               | Melhor Ator                                                   | Cidade Baixa                              | Indicado  |                 |
| 2007 | Grande Prêmio Cinema Brasil                       | Melhor Ator                                                   | Cidade Baixa                              | Indicado  |                 |
| 2007 | Prêmio Contigo! de TV                             | Melhor Ator de Série ou Minissérie                            | JK                                        | Indicado  | [ 107 ]         |
| 2007 | Prêmio Tudo de Bom – jornal O Dia                 | Melhor Ator                                                   | Paraíso Tropical                          | Venceu    |                 |
| 2007 | Prêmio Arte Qualidade Brasil                      | Melhor Ator de Televisão                                      | Paraíso Tropical                          | Venceu    | [ 108 ]         |
| 2007 | Prêmio Quem de Televisão                          | Melhor Ator                                                   | Paraíso Tropical                          | Venceu    |                 |
| 2007 | Prêmio Extra de Televisão                         | Melhor Ator                                                   | Paraíso Tropical                          | Venceu    |                 |
| 2007 | Melhores do Ano                                   | Melhor Ator de Novela                                         | Paraíso Tropical                          | Venceu    |                 |
| 2008 | Prêmio Faz Diferença                              | Revista da TV (com Camila Pitanga)                            | Paraíso Tropical                          | Venceu    |                 |
| 2008 | Prêmio APCA de Televisão                          | Melhor Ator (dividido com Marcelo Serrado)                    | Paraíso Tropical                          | Venceu    | [ 109 ]         |
| 2008 | Troféu Imprensa                                   | Melhor Ator                                                   | Paraíso Tropical                          | Venceu    |                 |
| 2008 | Troféu Internet                                   | Melhor Ator                                                   | Paraíso Tropical                          | Venceu    |                 |
| 2008 | Prêmio Contigo! de TV                             | Melhor Ator de Novela                                         | Paraíso Tropical                          | Venceu    |                 |
| 2008 | Prêmio Contigo! de TV                             | Melhor Par Romântico (com Camila Pitanga)                     | Paraíso Tropical                          | Venceu    |                 |
| 2008 | Prêmio Arte Qualidade Brasil                      | Melhor Ator em Filme                                          | Tropa de Elite                            | Venceu    | [ 108 ]         |
| 2008 | Prêmio Contigo! de Cinema Nacional                | Melhor Ator                                                   | Tropa de Elite                            | Indicado  |                 |
| 2008 | Grande Prêmio do Cinema Brasileiro                | Melhor Ator                                                   | Tropa de Elite                            | Venceu    |                 |
| 2008 | Prêmio ACIE de Cinema                             | Melhor Ator                                                   | Tropa de Elite                            | Venceu    | [ 110 ] [ 111 ] |
| 2008 | Festival SESC Melhores Filmes                     | Melhor Ator                                                   | Tropa de Elite                            | Venceu    | [ 112 ]         |
| 2008 | Prêmio Guarani de Cinema Brasileiro               | Melhor Ator                                                   | Tropa de Elite                            | Venceu    |                 |
| 2008 | Prêmio Qualidade Brasil                           | Melhor Ator em Peça de Teatro                                 | Hamlet                                    | Venceu    | [ 113 ]         |
| 2008 | Troféu APCA                                       | Melhor Ator em Teatro                                         | Hamlet                                    | Indicado  | [ 114 ]         |
| 2008 | Prêmio Contigo! de Teatro                         | Melhor Ator Principal                                         | Hamlet                                    | Venceu    | [ 115 ]         |
| 2009 | Grande Prêmio do Cinema Brasileiro                | Melhor Ator                                                   | Romance                                   | Indicado  |                 |
| 2009 | Prêmio Guarani de Cinema Brasileiro               | Melhor Ator                                                   | Romance                                   | Indicado  |                 |
| 2009 | Prêmio Bravo! Prime de Cultura                    | Artista Prime do Ano                                          | Homenagem                                 | Venceu    |                 |
| 2010 | Festival do Rio                                   | Melhor Ator                                                   | VIPs                                      | Venceu    | [ 116 ]         |
| 2011 | Miami Brazilian Film Festival                     | Melhor Ator                                                   | VIPs                                      | Venceu    | [ 117 ] [ 118 ] |
| 2011 | Prêmio Contigo de Cinema Nacional                 | Melhor Ator                                                   | Tropa de Elite 2: O Inimigo Agora É Outro | Indicado  | [ 119 ]         |
| 2011 | Prêmio Contigo de Cinema Nacional                 | Melhor Ator (Júri popular)                                    | Tropa de Elite 2: O Inimigo Agora É Outro | Venceu    | [ 119 ]         |
| 2011 | Grande Prêmio do Cinema Brasileiro                | Melhor Ator                                                   | Tropa de Elite 2: O Inimigo Agora É Outro | Venceu    |                 |
| 2011 | Prêmio Guarani de Cinema Brasileiro               | Melhor Ator                                                   | Tropa de Elite 2: O Inimigo Agora É Outro | Venceu    |                 |
| 2011 | Prêmio ACIE de Cinema                             | Melhor Ator                                                   | Tropa de Elite 2: O Inimigo Agora É Outro | Indicado  | [ 120 ] [ 121 ] |
| 2011 | Festival de Cinema de Países de Língua Portuguesa | Melhor Ator                                                   | Tropa de Elite 2: O Inimigo Agora É Outro | Venceu    | [ 122 ]         |
| 2011 | Festival SESC Melhores Filmes                     | Melhor Ator                                                   | Tropa de Elite 2: O Inimigo Agora É Outro | Venceu    | [ 123 ] [ 124 ] |
| 2011 | Troféu APCA                                       | Melhor Ator em Cinema                                         | Tropa de Elite 2: O Inimigo Agora É Outro | Venceu    | [ 125 ] [ 126 ] |
| 2011 | Prêmio Braskem de Teatro                          | Conjunto da Obra                                              | —                                         | Venceu    | [ 96 ] [ 127 ]  |
| 2012 | Prêmio Contigo! de Cinema Nacional                | Melhor Ator                                                   | O Homem do Futuro                         | Indicado  |                 |
| 2012 | Grande Prêmio Cinema Brasil                       | Melhor Ator                                                   | O Homem do Futuro                         | Indicado  | [ 128 ]         |
| 2012 | Grande Prêmio Cinema Brasil                       | Melhor Ator                                                   | VIPs                                      | Indicado  | [ 128 ]         |
| 2012 | Prêmio ACIE de Cinema                             | Melhor Ator                                                   | VIPs                                      | Indicado  | [ 129 ] [ 130 ] |
| 2012 | Prêmio Guarani de Cinema Brasileiro               | Melhor Ator                                                   | VIPs                                      | Indicado  |                 |
| 2013 | Festival de Cinema de Gramado                     | Troféu Cidade de Gramado                                      | Conjunto da Obra                          | Venceu    | [ 131 ]         |
| 2013 | Los Angeles Brazilian Film Festival               | Melhor Ator                                                   | A Busca                                   | Venceu    | [ 132 ]         |
| 2014 | Prêmio Fiesp/Sesi-SP de Cinema                    | Melhor Ator Principal                                         | A Busca                                   | Indicado  | [ 133 ] [ 134 ] |
| 2014 | Prêmio Guarani de Cinema Brasileiro               | Melhor Ator                                                   | A Busca                                   | Indicado  |                 |
| 2014 | Grande Prêmio do Cinema Brasileiro                | Melhor Ator                                                   | A Busca                                   | Indicado  | [ 135 ] [ 136 ] |
| 2014 | Grande Prêmio do Cinema Brasileiro                | Melhor Ator Coadjuvante                                       | Serra Pelada                              | Venceu    | [ 137 ]         |
| 2015 | Prêmio Guarani de Cinema Brasileiro               | Melhor Ator                                                   | Praia do Futuro                           | Venceu    |                 |
| 2016 | Prêmios Globo de Ouro                             | Melhor Ator em Série Dramática                                | Narcos                                    | Indicado  | [ 65 ]          |
| 2016 | Imagen Foundation Awards                          | Melhor Ator de Televisão                                      | Narcos                                    | Indicado  |                 |
| 2019 | Seattle International Film Festival               | Melhor Filme Ibero Americano                                  | Marighella                                | Indicado  |                 |
| 2019 | Mill Valley Film Festival                         | Melhor Filme (prêmio do público)                              | Marighella                                | Venceu    |                 |
| 2019 | Festival Internacional de Cinema de Istambul      | Melhor Filme Estrangeiro                                      | Marighella                                | Indicado  |                 |
| 2020 | CinEuphoria Awards                                | Melhor Filme (competição internacional)                       | Marighella                                | Indicado  |                 |
| 2020 | Imagen Foundation Awards                          | Melhor Ator de Cinema                                         | Sergio                                    | Venceu    |                 |
| 2021 | Prêmio Arcanjo de Cultura                         | Cinema                                                        | Marighella                                | Indicado  | [ 139 ]         |
| 2021 | Prêmio Abraccine 2021                             | Top 10 – Longa-Metragem Brasileiro                            | Marighella                                | Venceu    | [ 140 ]         |
| 2021 | Prêmio APCA                                       | Melhor Elenco                                                 | Marighella                                | Venceu    |                 |
| 2021 | G1 Melhores Filmes do Ano                         | Melhor Filme (voto popular)                                   | Marighella                                | Venceu    | [ 141 ]         |
| 2022 | Prêmio Platino 2022                               | Melhor Diretor                                                | Marighella                                | Indicado  |                 |
| 2022 | FestPunta 2022                                    | Melhor Diretor                                                | Marighella                                | Venceu    | [ 142 ]         |
| 2022 | Festival Sesc Melhores Filmes                     | Melhor Filme Brasileiro (voto do público)                     | Marighella                                | Venceu    | [ 143 ]         |
| 2022 | Festival Sesc Melhores Filmes                     | Melhor Diretor Brasileiro (voto do público)                   | Marighella                                | Venceu    | [ 143 ]         |
| 2022 | Festival Sesc Melhores Filmes                     | Melhor Roteiro Brasileiro (voto do público)                   | Marighella                                | Venceu    | [ 143 ]         |
| 2022 | Festival Sesc Melhores Filmes                     | Melhor Filme Brasileiro (voto da crítica)                     | Marighella                                | Venceu    | [ 143 ]         |
| 2022 | Festival Sesc Melhores Filmes                     | Melhor Diretor Brasileiro (voto da crítica)                   | Marighella                                | Venceu    | [ 143 ]         |
| 2022 | Grande Prêmio do Cinema Brasileiro                | Melhor Longa-Metragem Ficção                                  | Marighella                                | Venceu    | [ 144 ]         |
| 2022 | Grande Prêmio do Cinema Brasileiro                | Primeira Direção de Longa-Metragem                            | Marighella                                | Venceu    | [ 144 ]         |
| 2022 | Grande Prêmio do Cinema Brasileiro                | Melhor Roteiro Adaptado (com Felipe Braga)                    | Marighella                                | Venceu    | [ 144 ]         |
| 2022 | Prêmio ABRA de Roteiro                            | Melhor Roteiro Adaptado de Filme de Ficção (com Felipe Braga) | Marighella                                | Indicado  | [ 145 ]         |
| 2022 | CCXP Awards                                       | Melhor Filme (Brasil)                                         | Marighella                                | Indicado  | [ 146 ]         |
| 2022 | CCXP Awards                                       | Melhor Direção                                                | Marighella                                | Indicado  | [ 146 ]         |
| 2022 | Prêmio Guarani de Cinema Brasileiro               | Melhor Filme                                                  | Marighella                                | Indicado  | [ 147 ]         |
| 2022 | Prêmio Guarani de Cinema Brasileiro               | Melhor Direção                                                | Marighella                                | Indicado  | [ 147 ]         |
| 2022 | Prêmio Guarani de Cinema Brasileiro               | Melhor Roteiro Adaptado (com Felipe Braga)                    | Marighella                                | Venceu    | [ 147 ]         |
| 2022 | Annie Awards                                      | Melhor Atuação de Voz em Filme                                | Gato de Botas 2                           | Indicado  | [ 148 ]         |
| 2025 | Festival de Cannes                                | Melhor Interpretação Masculina                                | O Agente Secreto                          | Venceu    | [ 149 ]         |